# Vuelta a España 2010
La Vuelta a España 2010, sessantacinquesima edizione della corsa e valida come ventitreesima prova del Calendario mondiale UCI, si svolse dal 28 agosto al 19 settembre 2010 su un percorso di 3 418,5 km ripartiti in ventuno tappe. La vittoria finale andò all'italiano Vincenzo Nibali, che concluse la corsa in 87h18'31" davanti a Ezequiel Mosquera e Peter Velits.
Il 30 settembre 2010 l'Unione Ciclistica Internazionale annunciò che in un controllo sulle urine effettuato due settimane prima a Colonia il secondo classificato, Ezequiel Mosquera, era risultato positivo all'amido idrossietilico, un amido modificato potenzialmente utilizzabile come "coprente". La positività all'amido fu poi confermata dalle controanalisi; per questo motivo Mosquera venne privato di tutti i risultati ottenuti a partire dal 12 settembre 2010 (quindicesima tappa della Vuelta 2010), e in seguito squalificato dall'UCI stessa per due anni, dal 16 novembre 2011 al 15 novembre 2013. Il secondo posto della Vuelta 2010 andò allora a Peter Velits, inizialmente terzo, l'ultimo gradino del podio a Joaquim Rodríguez.
Nel medesimo controllo anche David García Dapena, undicesimo classificato e compagno di squadra di Mosquera alla Xacobeo Galicia, risultò positivo all'amido idrossietilico; tre giorni prima, però, nel suo sangue erano state trovate tracce di EPO ricombinante. Le controanalisi confermarono gli esiti dei primi test: García Dapena venne così squalificato dall'UCI per diciotto mesi, dal 6 ottobre 2010 al 5 aprile 2012, e privato di tutti i risultati ottenuti a partire dalla Vuelta a España 2010.

## Percorso

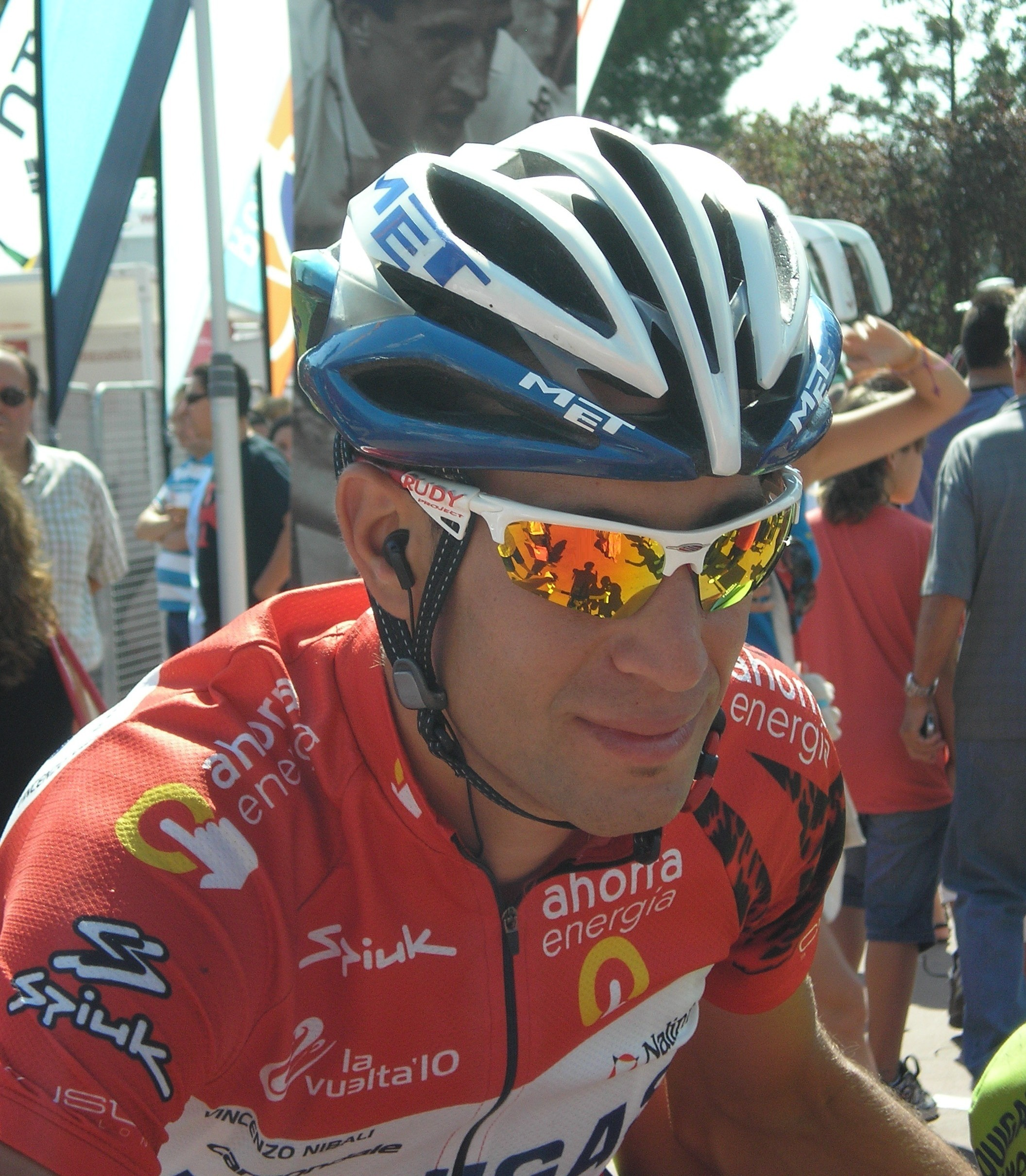
Vincenzo Nibali con la maglia rossa.

Presentata nel dicembre del 2009, la Vuelta a España 2010 prese il via il 28 agosto da Siviglia, nel cuore dell'Andalusia, con una cronometro a squadre in notturna. Non erano in programma sconfinamenti, se non l'arrivo e la partenza da Andorra dell'undicesima e dodicesima tappa. Il percorso si presentava come adatto agli scalatori, con quaranta Gran Premi della Montagna - tre Hors Catégorie, dieci di prima categoria, quattordici di seconda e tredici di terza - e sei arrivi in salita: Xorret del Catì all'ottava tappa, Andorra Pal all'undicesima, Peña Cabarga alla quattordicesima, Lagos de Covadonga nella quindicesima frazione ed il Cotobello alla sedicesima. La ventesima e penultima tappa, il 18 settembre, prevedeva l'ultimo arrivo in salita in cima all'Alto de las Guarramillas, meglio conosciuto come Bola del Mundo, ascesa mai corsa prima, prosecuzione del Puerto de Navacerrada, lunga 3 chilometri con rampe del 12,5%.
Due erano i giorni di riposo in programma, 6 e 14 settembre, come due erano anche le cronometro, quella a squadre iniziale di 16,5 km e la diciassettesima tappa di Peñafiel con 46 km di cronometro individuale. La novità di maggior rilievo è stata l'introduzione della maglia rossa per identificare il leader della classifica generale, in sostituzione della storica maglia oro.

## Tappe
| Tappa  | Data         | Percorso                                        | km      | Vincitore di tappa                | Leader cl. generale |
| ------ | ------------ | ----------------------------------------------- | ------- | --------------------------------- | ------------------- |
| 1ª     | 28 agosto    | Siviglia (cron. a squadre)                      | 13      | Team HTC-Columbia                 | Mark Cavendish      |
| 2ª     | 29 agosto    | Alcalá de Guadaíra > Marbella                   | 173,7   | Jaŭhen Hutarovič                  | Mark Cavendish      |
| 3ª     | 30 agosto    | Marbella > Malaga                               | 157,3   | Philippe Gilbert                  | Philippe Gilbert    |
| 4ª     | 31 agosto    | Malaga > Valdepeñas de Jaén                     | 183,8   | Igor Antón                        | Philippe Gilbert    |
| 5ª     | 1º settembre | Guadix > Lorca                                  | 195,8   | Tyler Farrar                      | Philippe Gilbert    |
| 6ª     | 2 settembre  | Caravaca de la Cruz > Murcia                    | 148,6   | Thor Hushovd                      | Philippe Gilbert    |
| 7ª     | 3 settembre  | Murcia > Orihuela                               | 186,1   | Alessandro Petacchi               | Philippe Gilbert    |
| 8ª     | 4 settembre  | Villena > Xorret de Catí                        | 190     | David Moncoutié                   | Igor Antón          |
| 9ª     | 5 settembre  | Calp > Alcoy                                    | 187,7   | David López García                | Igor Antón          |
|        | 6 settembre  | giorno di riposo                                |         |                                   |                     |
| 10ª    | 7 settembre  | Tarragona > Vilanova i la Geltrú                | 175,7   | Imanol Erviti                     | Joaquim Rodríguez   |
| 11ª    | 8 settembre  | Vilanova i la Geltrú > Andorra (Vallnord) (AND) | 208,4   | Igor Antón                        | Igor Antón          |
| 12ª    | 9 settembre  | Andorra la Vella (AND) > Lleida                 | 172,5   | Mark Cavendish                    | Igor Antón          |
| 13ª    | 10 settembre | Rincón de Soto > Burgos                         | 196     | Mark Cavendish                    | Igor Antón          |
| 14ª    | 11 settembre | Burgos > Peña Cabarga                           | 178     | Joaquim Rodríguez                 | Vincenzo Nibali     |
| 15ª    | 12 settembre | Solares > Lagos de Covadonga                    | 187,3   | Carlos Barredo                    | Vincenzo Nibali     |
| 16ª    | 13 settembre | Gijón > Cotobello                               | 181,4   | Mikel Nieve                       | Joaquim Rodríguez   |
|        | 14 settembre | giorno di riposo                                |         |                                   |                     |
| 17ª    | 15 settembre | Peñafiel > Peñafiel (cron. individuale)         | 46      | Peter Velits                      | Vincenzo Nibali     |
| 18ª    | 16 settembre | Valladolid > Salamanca                          | 148,9   | Mark Cavendish                    | Vincenzo Nibali     |
| 19ª    | 17 settembre | Piedrahíta > Toledo                             | 231     | Philippe Gilbert                  | Vincenzo Nibali     |
| 20ª    | 18 settembre | San Martín de Valdeiglesias > Bola del Mundo    | 172,1   | Ezequiel Mosquera Vincenzo Nibali | Vincenzo Nibali     |
| 21ª    | 19 settembre | San Sebastián de los Reyes > Madrid             | 85,2    | Tyler Farrar                      | Vincenzo Nibali     |
| Totale | Totale       | Totale                                          | 3 418,5 |                                   |                     |

## Squadre e corridori partecipanti
| N.      | Cod. | Squadra               |
| ------- | ---- | --------------------- |
| 1-9     | CTT  | Cervélo TestTeam      |
| 11-19   | ALM  | AG2R La Mondiale      |
| 21-29   | ACA  | Andalucía-Cajasur     |
| 31-39   | AST  | Astana                |
| 41-49   | BBO  | Bbox Bouygues Telecom |
| 51-59   | GCE  | Caisse d'Epargne      |
| 61-69   | COF  | Cofidis               |
| 71-79   | EUS  | Euskaltel-Euskadi     |
| 81-89   | FOT  | Footon-Servetto       |
| 91-99   | FDJ  | FDJ                   |
| 101-109 | GRM  | Garmin-Transitions    |

| N.      | Cod. | Squadra             |
| ------- | ---- | ------------------- |
| 111-119 | LAM  | Lampre-Farnese Vini |
| 121-129 | LIQ  | Liquigas-Doimo      |
| 131-139 | OLO  | Omega Pharma-Lotto  |
| 141-149 | QST  | Quick Step          |
| 151-159 | RAB  | Rabobank            |
| 161-169 | SKY  | Sky                 |
| 171-179 | THR  | Team HTC-Columbia   |
| 181-189 | KAT  | Team Katusha        |
| 191-199 | MRM  | Team Milram         |
| 201-209 | SAX  | Team Saxo Bank      |
| 211-219 | XAC  | Xacobeo Galicia     |

## Dettaglio delle tappe

### 1ª tappa
- 28 agosto: Siviglia – Cronometro a squadre – 13 km

Risultati
| Pos. | Squadra  | Tempo  |
| ---- | -------- | ------ |
| 1    | HTC      | 14'06" |
| 2    | Liquigas | a 10"  |
| 3    | Saxo     | a 12"  |

| Pos. | Corridore      | Squadra | Tempo  |
| ---- | -------------- | ------- | ------ |
| 1    | Mark Cavendish | HTC     | 14'06" |
| 2    | Peter Velits   | HTC     | s.t.   |
| 3    | Martin Velits  | HTC     | s.t.   |

Descrizione e riassunto
Avvio in notturna per questa edizione con una cronometro a squadre a Siviglia. Il Team HTC-Columbia trionfa regalando a Mark Cavendish la prima maglia rossa. Vincenzo Nibali, uno dei favoriti, perde solo 10 secondi visto che la Liquigas-Doimo si piazza al secondo posto davanti al Team Saxo Bank.

### 2ª tappa
- 29 agosto: Alcalá de Guadaíra > Marbella – 173,7 km

Risultati
| Pos. | Corridore        | Squadra | Tempo    |
| ---- | ---------------- | ------- | -------- |
| 1    | Jaŭhen Hutarovič | FDJ     | 4h35'41" |
| 2    | Mark Cavendish   | HTC     | s.t.     |
| 3    | Tyler Farrar     | Garmin  | s.t.     |

| Pos. | Corridore         | Squadra | Tempo    |
| ---- | ----------------- | ------- | -------- |
| 1    | Mark Cavendish    | HTC     | 4h49'35" |
| 2    | Kanstancin Siŭcoŭ | HTC     | a 12"    |
| 3    | Peter Velits      | HTC     | s.t.     |

Descrizione e riassunto
Prima volata e prima sorpresa: Jaŭhen Hutarovič beffa sul traguardo Mark Cavendish, mentre il britannico sta per alzare le braccia al cielo, e Tyler Farrar. Per i big tranquilla giornata in gruppo.

### 3ª tappa
- 30 agosto: Marbella > Malaga – 157,3 km

Risultati
| Pos. | Corridore         | Squadra   | Tempo    |
| ---- | ----------------- | --------- | -------- |
| 1    | Philippe Gilbert  | Omega     | 4h06'12" |
| 2    | Joaquim Rodríguez | Katusha   | a 3"     |
| 3    | Igor Antón        | Euskaltel | a 13"    |

| Pos. | Corridore         | Squadra | Tempo    |
| ---- | ----------------- | ------- | -------- |
| 1    | Philippe Gilbert  | Omega   | 8h55'56" |
| 2    | Joaquim Rodríguez | Katusha | a 14"    |
| 3    | Kanstancin Siŭcoŭ | HTC     | a 22"    |

Descrizione e riassunto
L'ultimo chilometro e mezzo presenta una salita impegnativa. La salita andalusa miete la prima vittima, Andy Schleck si stacca, Nibali prova a scattare ma è Gilbert che vince la tappa e veste di rosso.

### 4ª tappa
- 31 agosto: Malaga > Valdepeñas de Jaén – 183,8 km

Risultati
| Pos. | Corridore       | Squadra   | Tempo    |
| ---- | --------------- | --------- | -------- |
| 1    | Igor Antón      | Euskaltel | 5h00'29" |
| 2    | Vincenzo Nibali | Liquigas  | a 1"     |
| 3    | Peter Velits    | HTC       | s.t.     |

| Pos. | Corridore         | Squadra   | Tempo     |
| ---- | ----------------- | --------- | --------- |
| 1    | Philippe Gilbert  | Omega     | 13h56'30" |
| 2    | Igor Antón        | Euskaltel | a 10"     |
| 3    | Joaquim Rodríguez | Katusha   | s.t.      |

Descrizione e riassunto
Arriva la vittoria di Igor Antón che batte Nibali sul muro finale al 27% distanziandolo di un secondo. Il favorito Joaquim Rodríguez è solo quarto. Anche Fränk Schleck perde contatto, così come Carlos Sastre, mentre Denis Menchov limita i danni arrivando a 19 secondi.

### 5ª tappa
- 1º settembre: Guadix > Lorca – 195,8 km

Risultati
| Pos. | Corridore       | Squadra   | Tempo    |
| ---- | --------------- | --------- | -------- |
| 1    | Tyler Farrar    | Garmin    | 5h03'36" |
| 2    | Koldo Fernández | Euskaltel | s.t.     |
| 3    | Mark Cavendish  | HTC       | s.t.     |

| Pos. | Corridore         | Squadra   | Tempo     |
| ---- | ----------------- | --------- | --------- |
| 1    | Philippe Gilbert  | Omega     | 19h00'06" |
| 2    | Igor Antón        | Euskaltel | a 10"     |
| 3    | Joaquim Rodríguez | Katusha   | s.t.      |

Descrizione e riassunto
Ancora uno sprint e nuovamente Mark Cavendish beffato, nonostante tenti di anticipare la volata, da Tyler Farrar che vince davanti a Koldo Fernández. Quinto posto per Alessandro Petacchi, mentre in classifica generale resta tutto invariato con Gilbert sempre in maglia rossa.

### 6ª tappa
- 2 settembre: Caravaca de la Cruz > Murcia – 148,6 km

Risultati
| Pos. | Corridore       | Squadra  | Tempo    |
| ---- | --------------- | -------- | -------- |
| 1    | Thor Hushovd    | Cervélo  | 3h36'20" |
| 2    | Daniele Bennati | Liquigas | s.t.     |
| 3    | Grega Bole      | Lampre   | s.t.     |

| Pos. | Corridore         | Squadra   | Tempo     |
| ---- | ----------------- | --------- | --------- |
| 1    | Philippe Gilbert  | Omega     | 22h36'26" |
| 2    | Igor Antón        | Euskaltel | a 10"     |
| 3    | Joaquim Rodríguez | Katusha   | s.t.      |

Descrizione e riassunto
Protagonista della tappa Filippo Pozzato, ripreso nel finale dalla maglia rossa Philippe Gilbert; tra i due però non c'è alcun accordo e si arriva all'ennesimo sprint di gruppo. Ha così la meglio Thor Hushovd su Daniele Bennati e Grega Bole. Il belga mantiene la leadership provvisoria.

### 7ª tappa
- 3 settembre: Murcia > Orihuela – 186,1 km

Risultati
| Pos. | Corridore           | Squadra | Tempo    |
| ---- | ------------------- | ------- | -------- |
| 1    | Alessandro Petacchi | Lampre  | 4h36'12" |
| 2    | Mark Cavendish      | HTC     | s.t.     |
| 3    | Juan José Haedo     | Saxo    | s.t.     |

| Pos. | Corridore         | Squadra   | Tempo     |
| ---- | ----------------- | --------- | --------- |
| 1    | Philippe Gilbert  | Omega     | 27h12'38" |
| 2    | Igor Antón        | Euskaltel | a 10"     |
| 3    | Joaquim Rodríguez | Katusha   | s.t.      |

Descrizione e riassunto
Ancora una volata, stavolta, con Alessandro Petacchi vincitore davanti al britannico Cavendish, che non riesce a vincere la sua prima tappa alla Vuelta, e all'argentino Juan José Haedo. Tutto inalterato nella classifica generale.

### 8ª tappa
- 4 settembre: Villena > Xorret de Catí – 190 km

Risultati
| Pos. | Corridore        | Squadra  | Tempo    |
| ---- | ---------------- | -------- | -------- |
| 1    | David Moncoutié  | Cofidis  | 5h14'32" |
| 2    | Serafín Martínez | Xacobeo  | a 54"    |
| 3    | Johann Tschopp   | Bouygues | s.t.     |

| Pos. | Corridore         | Squadra   | Tempo     |
| ---- | ----------------- | --------- | --------- |
| 1    | Igor Antón        | Euskaltel | 32h28'49" |
| 2    | Joaquim Rodríguez | Katusha   | s.t.      |
| 3    | Vincenzo Nibali   | Liquigas  | a 2"      |

Descrizione e riassunto
Vittoria per il francese David Moncoutié, che azzecca la fuga giusta utile anche per la lotta alla maglia a pois blu. Igor Antón veste di rosso davanti a Rodríguez e Nibali. Crollo di Menchov e Schleck, mentre Alessandro Petacchi cade ed il giorno seguente sarà costretto al ritiro.

### 9ª tappa
- 5 settembre: Calp > Alcoy – 187,7 km

Risultati
| Pos. | Corridore          | Squadra      | Tempo    |
| ---- | ------------------ | ------------ | -------- |
| 1    | David López García | C. d'Epargne | 5h20'51" |
| 2    | Roman Kreuziger    | Liquigas     | a 6"     |
| 3    | Giampaolo Caruso   | Katusha      | a 13"    |

| Pos. | Corridore         | Squadra   | Tempo     |
| ---- | ----------------- | --------- | --------- |
| 1    | Igor Antón        | Euskaltel | 37h56'42" |
| 2    | Joaquim Rodríguez | Katusha   | s.t.      |
| 3    | Vincenzo Nibali   | Liquigas  | a 2"      |

Descrizione e riassunto
Nonostante i sette gran premi della montagna previsti i big si controllano ed in generale resta tutto inalterato, nonostante gli scatti tra spagnoli sull'ultima rampa. Va in porto una fuga di 15 elementi tra cui Roman Kreuziger, Enrico Gasparotto, Giampaolo Caruso e David Moncoutié. L'attacco decisivo arriva in discesa con David López García che si avvantaggia su Caruso e Kreuziger e vince la tappa.

### 10ª tappa
- 7 settembre: Tarragona > Vilanova i la Geltrú – 175,7 km

Risultati
| Pos. | Corridore         | Squadra      | Tempo    |
| ---- | ----------------- | ------------ | -------- |
| 1    | Imanol Erviti     | C. d'Epargne | 4h13'31" |
| 2    | Romain Zingle     | Cofidis      | a 37"    |
| 3    | Greg Van Avermaet | Omega        | s.t.     |

| Pos. | Corridore         | Squadra   | Tempo     |
| ---- | ----------------- | --------- | --------- |
| 1    | Joaquim Rodríguez | Katusha   | 42h11'49" |
| 2    | Igor Antón        | Euskaltel | a 2"      |
| 3    | Vincenzo Nibali   | Liquigas  | a 4"      |

Descrizione e riassunto
Dopo una lunga fuga trionfa lo spagnolo Imanol Erviti, ma questa tappa è caratterizzata dal cambio di leadership in generale: infatti, grazie ad uno sprint intermedio, Rodríguez guadagna due secondi su Antón e conquista, per la prima volta, il simbolo del primato alla Vuelta. Presente nella fuga anche Gilbert, con il compagno Greg Van Avermaet, staccatosi però perché ben messo in classifica. Da segnalare l'abbandono di Andy Schleck e Stuart O'Grady espulsi dal loro direttore sportivo Bjarne Riis dopo un rientro tardivo in albergo.

### 11ª tappa
- 8 settembre: Vilanova i la Geltrú > Andorra (Vallnord) – 208,4 km

Risultati
| Pos. | Corridore         | Squadra   | Tempo    |
| ---- | ----------------- | --------- | -------- |
| 1    | Igor Antón        | Euskaltel | 5h25'44" |
| SQ   | Ezequiel Mosquera | Xacobeo   | a 3"     |
| 3    | Xavier Tondó      | Cervélo   | a 10"    |

| Pos. | Corridore       | Squadra   | Tempo     |
| ---- | --------------- | --------- | --------- |
| 1    | Igor Antón      | Euskaltel | 47h37'15" |
| 2    | Vincenzo Nibali | Liquigas  | a 45"     |
| 3    | Xavier Tondó    | Cervélo   | a 1'04"   |

Descrizione e riassunto
Primo arrivo impegnativo con arrivo ad Andorra, e lo spagnolo Igor Antón si dimostra il più forte, in salita, in questa edizione della corsa a tappe spagnola. Antón arriva in solitaria dopo aver ripreso e staccato Ezequiel Mosquera, il primo a dar battaglia ad Andorra, vince la tappa e si riprende la maglia rossa. Lo spagnolo Xavier Tondó chiude al terzo posto davanti a Nibali, che perde 22 secondi, mentre è ben più alto il ritardo dell'ex leader Rodríguez che paga un minuto e 17 secondi ad Antón.

### 12ª tappa
- 9 settembre: Andorra la Vella > Lleida – 172,5 km

Risultati
| Pos. | Corridore      | Squadra | Tempo    |
| ---- | -------------- | ------- | -------- |
| 1    | Mark Cavendish | HTC     | 4h00'30" |
| 2    | Tyler Farrar   | Garmin  | s.t.     |
| 3    | Matthew Goss   | HTC     | s.t.     |

| Pos. | Corridore       | Squadra   | Tempo     |
| ---- | --------------- | --------- | --------- |
| 1    | Igor Antón      | Euskaltel | 51h37'45" |
| 2    | Vincenzo Nibali | Liquigas  | a 45"     |
| 3    | Xavier Tondó    | Cervélo   | a 1'04"   |

Descrizione e riassunto
La dodicesima frazione è di nuovo adatta agli sprinter e, stavolta, Mark Cavendish centra la sua prima vittoria alla Vuelta entrando nel ristretto gruppo di corridori capaci di vincere tappe in tutti e tre i grandi giri. Cavendish batte il solito Farrar ed il compagno di squadra Goss. In classifica generale resta tutto immutato.

### 13ª tappa
- 10 settembre: Rincón de Soto > Burgos – 196 km

Risultati
| Pos. | Corridore       | Squadra  | Tempo    |
| ---- | --------------- | -------- | -------- |
| 1    | Mark Cavendish  | HTC      | 4h50'18" |
| 2    | Thor Hushovd    | Cervélo  | s.t.     |
| 3    | Daniele Bennati | Liquigas | s.t.     |

| Pos. | Corridore       | Squadra   | Tempo     |
| ---- | --------------- | --------- | --------- |
| 1    | Igor Antón      | Euskaltel | 56h28'03" |
| 2    | Vincenzo Nibali | Liquigas  | a 45"     |
| 3    | Xavier Tondó    | Cervélo   | a 1'04"   |

Descrizione e riassunto
Altro arrivo in volata e secondo sigillo consecutivo per il velocista britannico. Cavendish, trainato dal treno della sua HTC-Columbia, regola allo sprint Hushovd e Daniele Bennati. In classifica non c'è alcun cambiamento con Antón sempre al comando.

### 14ª tappa
- 11 settembre: Burgos > Pena Cabarga – 178 km

Risultati
| Pos. | Corridore         | Squadra  | Tempo    |
| ---- | ----------------- | -------- | -------- |
| 1    | Joaquim Rodríguez | Katusha  | 4h26'43" |
| 2    | Vincenzo Nibali   | Liquigas | a 20"    |
| SQ   | Ezequiel Mosquera | Xacobeo  | a 22"    |

| Pos. | Corridore         | Squadra  | Tempo     |
| ---- | ----------------- | -------- | --------- |
| 1    | Vincenzo Nibali   | Liquigas | 60h55'39" |
| 2    | Joaquim Rodríguez | Katusha  | a 4"      |
| SQ   | Ezequiel Mosquera | Xacobeo  | a 50"     |

Descrizione e riassunto
Una caduta, a 7 km dall'arrivo, vede coinvolti Marzio Bruseghin e il basco Igor Antón leader provvisorio. È l'iberico ad avere la peggio, e, causa la rottura del gomito, è costretto al ritiro. Rodríguez rifila 20 secondi a Nibali, in 900 metri, ma ciò non impedisce al siciliano di conquistare la maglia rossa di leader. Mosquera risale intanto numerose posizioni in classifica salendo sul podio virtuale.

### 15ª tappa
- 12 settembre: Solares > Lagos de Covadonga – 187,3 km

Risultati
| Pos. | Corridore      | Squadra    | Tempo    |
| ---- | -------------- | ---------- | -------- |
| 1    | Carlos Barredo | Quick Step | 4h33'09" |
| 2    | Nico Sijmens   | Cofidis    | a 1'07"  |
| 3    | Martin Velits  | HTC        | a 1'43"  |

| Pos. | Corridore         | Squadra  | Tempo     |
| ---- | ----------------- | -------- | --------- |
| 1    | Vincenzo Nibali   | Liquigas | 65h31'14" |
| 2    | Joaquim Rodríguez | Katusha  | a 4"      |
| SQ   | Ezequiel Mosquera | Xacobeo  | a 39"     |

Descrizione e riassunto
Solita tappa con fuga da lontano – tra i protagonisti il solito Gilbert – che vede la vittoria di Carlos Barredo davanti a Nico Sijmens grazie ad un attacco a dieci chilometri dal traguardo; Nibali mantiene la maglia rossa: la Liquigas-Doimo riesce nell'intento di mandare in porto la fuga per evitare gli abbuoni. L'italiano si difende bene da Rodríguez, mentre perde qualche secondo da Mosquera ancora una volta protagonista di diversi attacchi.

### 16ª tappa
- 13 settembre: Gijón > Cotobello – 181,4 km

Risultati
| Pos. | Corridore      | Squadra    | Tempo    |
| ---- | -------------- | ---------- | -------- |
| 1    | Mikel Nieve    | Euskaltel  | 4h51'59" |
| 2    | Fränk Schleck  | Saxo       | a 1'06"  |
| 3    | Kevin De Weert | Quick Step | a 1'08"  |

| Pos. | Corridore         | Squadra  | Tempo     |
| ---- | ----------------- | -------- | --------- |
| 1    | Joaquim Rodríguez | Katusha  | 70h24'39" |
| 2    | Vincenzo Nibali   | Liquigas | a 33"     |
| SQ   | Ezequiel Mosquera | Xacobeo  | a 53"     |

Descrizione e riassunto
Tappa con tre lunghe salite e l'arrivo a Cotobello. Nibali non è in buona giornata ma prova a nascondersi facendo tirare Kreuziger che impone un ritmo molto alto ma costante: grazie a questa tattica, studiata dalla squadra, il siciliano limita i danni. Nessuno attacca tranne Fränk Schleck, fortemente attardato in classifica, che prova a vincere la tappa e a riavvicinarsi al podio, ma nessuno dei big gli risponde. Il lussemburghese chiuderà al secondo posto a poco più di un minuto dal vincitore Mikel Nieve. Mosquera attacca all'ultimo chilometro, ma è un controscatto di Rodríguez che mette in crisi la maglia rossa: in 700 metri Nibali perde 37 secondi da Rodríguez e 19 da Mosquera. Lo spagnolo conquista nuovamente la leadership della generale con 33 secondi su Nibali e 53 su Mosquera.

### 17ª tappa
- 15 settembre: Peñafiel > Peñafiel – Cronometro individuale – 46 km

Risultati
| Pos. | Corridore         | Squadra  | Tempo  |
| ---- | ----------------- | -------- | ------ |
| 1    | Peter Velits      | HTC      | 52'43" |
| 2    | Denis Men'šov     | Rabobank | a 12"  |
| 3    | Fabian Cancellara | Saxo     | a 37"  |

| Pos. | Corridore         | Squadra  | Tempo     |
| ---- | ----------------- | -------- | --------- |
| 1    | Vincenzo Nibali   | Liquigas | 71h19'49" |
| SQ   | Ezequiel Mosquera | Xacobeo  | a 39"     |
| 2    | Peter Velits      | HTC      | a 2'00"   |

Descrizione e riassunto
È il giorno della verità per Nibali, dopo la crisi di Cotobello, dove la squadra lo ha aiutato a rimanere in classifica. La cronometro è terreno più favorevole all'italiano, soprattutto perché né Mosquera né Rodríguez hanno grandi doti nelle gare contro il tempo. Al chilometro otto, però, il siciliano fora ed è costretto a fermarsi perdendo quasi mezzo minuto. Nonostante ciò è autore di una buonissima prova, che gli consente di riprendere la maglia rossa a causa del "crollo" di Rodríguez, giunto ad oltre sei minuti dal vincitore Peter Velits. Proprio lo slovacco, vincitore di tappa, rientra in classifica salendo sul terzo gradino del podio virtuale dopo aver regolato specialisti del calibro di Denis Menchov e Fabian Cancellara. Mosquera è, al contrario di Rodríguez, autore di un'ottima prova e limita i danni perdendo pochi secondi dall'italiano: il galiziano diventa l'unico antagonista per la conquista della Vuelta. La penultima è molto favorevole a Mosquera che ha soltanto 39 secondi di ritardo da Nibali.

### 18ª tappa
- 16 settembre: Valladolid > Salamanca – 148,9 km

Risultati
| Pos. | Corridore       | Squadra | Tempo    |
| ---- | --------------- | ------- | -------- |
| 1    | Mark Cavendish  | HTC     | 3h27'11" |
| 2    | Juan José Haedo | Saxo    | a 1"     |
| 3    | Manuel Cardoso  | Footon  | s.t.     |

| Pos. | Corridore         | Squadra  | Tempo     |
| ---- | ----------------- | -------- | --------- |
| 1    | Vincenzo Nibali   | Liquigas | 74h47'00" |
| SQ   | Ezequiel Mosquera | Xacobeo  | a 39"     |
| 2    | Peter Velits      | HTC      | a 2'00"   |

Descrizione e riassunto
Tappa per velocisti che vede Cavendish calare il tris. Il britannico rafforza la sua leadership nella classifica a punti regolando in volata Juan José Haedo e Manuel Cardoso. Tutto invariato in classifica generale.

### 19ª tappa
- 17 settembre: Piedrahíta > Toledo – 231 km

Risultati
| Pos. | Corridore        | Squadra | Tempo    |
| ---- | ---------------- | ------- | -------- |
| 1    | Philippe Gilbert | Omega   | 5h43'41" |
| 2    | Tyler Farrar     | Garmin  | s.t.     |
| 3    | Filippo Pozzato  | Katusha | s.t.     |

| Pos. | Corridore         | Squadra  | Tempo     |
| ---- | ----------------- | -------- | --------- |
| 1    | Vincenzo Nibali   | Liquigas | 80h30'48" |
| SQ   | Ezequiel Mosquera | Xacobeo  | a 50"     |
| 2    | Peter Velits      | HTC      | a 1'59"   |

Descrizione e riassunto
È la tappa più lunga, adatta a qualche fuga da lontano. I favoriti sono il solito Gilbert e l'ex campione italiano Pozzato; è proprio il belga a trionfare davanti a Farrar e Pozzato. L'arrivo in leggera salita "spezzetta" il gruppo e Nibali ne approfitta per guadagnare una decina di secondi su Mosquera rimasto nella pancia del gruppo. È un'azione molto importante perché gli consente di portare a 50 i secondi di vantaggio sullo spagnolo in vista della tappa sulla Bola del Mundo.

### 20ª tappa
- 18 settembre: San Martín de Valdeiglesias > Bola del Mundo – 172,1 km

Risultati
| Pos. | Corridore         | Squadra  | Tempo    |
| ---- | ----------------- | -------- | -------- |
| SQ   | Ezequiel Mosquera | Xacobeo  | 4h45'28" |
| 1    | Vincenzo Nibali   | Liquigas | a 1"     |
| 2    | Joaquim Rodríguez | Katusha  | a 22"    |

| Pos. | Corridore         | Squadra  | Tempo     |
| ---- | ----------------- | -------- | --------- |
| 1    | Vincenzo Nibali   | Liquigas | 85h16'05" |
| SQ   | Ezequiel Mosquera | Xacobeo  | a 41"     |
| 2    | Peter Velits      | HTC      | a 3'02"   |

Descrizione e riassunto
È la tappa che decide la Vuelta. Mosquera e Nibali si giocano la loro prima grande corsa a tappe. Mosquera attacca e guadagna subito qualche secondo, ma l'italiano resiste e sale del proprio passo. Recupera, metro dopo metro, i 19 secondi di svantaggio massimo fino ad affiancarlo sul traguardo, senza, però, provare a vincere la tappa. A Mosquera la Bola del Mundo, a Vincenzo Nibali la Vuelta. Peter Velits resiste, perdendo poco terreno nei confronti di Schleck e Rodríguez, ed è il primo slovacco a salire sul podio di un grande giro. Dopo la squalifica per doping di Mosquera, la vittoria di tappa viene assegnata a Nibali.

### 21ª tappa
- 19 settembre: San Sebastián de los Reyes > Madrid – 85,2 km

Risultati
| Pos. | Corridore      | Squadra | Tempo    |
| ---- | -------------- | ------- | -------- |
| 1    | Tyler Farrar   | Garmin  | 2h02'24" |
| 2    | Mark Cavendish | HTC     | s.t.     |
| 3    | Allan Davis    | Astana  | s.t.     |

| Pos. | Corridore         | Squadra  | Tempo    |
| ---- | ----------------- | -------- | -------- |
| 1    | Vincenzo Nibali   | Liquigas | 87h18'31 |
| SQ   | Ezequiel Mosquera | Xacobeo  | a 43"    |
| 2    | Peter Velits      | HTC      | a 3'04"  |

Descrizione e riassunto
Passerella finale a Madrid con Farrar che festeggia vincendo l'ultima tappa davanti a Cavendish; il britannico ottiene comunque, grazie al secondo posto, la sua prima maglia verde in un grande giro. La festa più grande è, però, quella di Nibali che conquista la sua prima grande corsa a tappe e riporta la Vuelta in Italia venti anni dopo Marco Giovannetti. Il siciliano conquista anche la maglia bianca della combinata. David Moncoutié, per la terza volta consecutiva, è il miglior scalatore, arrivando a Madrid in maglia a pois blu, mentre il Team Katusha vince la classifica a squadre.

## Evoluzione delle classifiche
| Tappa              | Vincitore                         | Classifica generale Maglia rossa | Classifica a punti Maglia verde | Classifica della montagna Maglia a pois | Classifica combinata Maglia bianca | Classifica a squadre |
| ------------------ | --------------------------------- | -------------------------------- | ------------------------------- | --------------------------------------- | ---------------------------------- | -------------------- |
| 1ª                 | Team HTC-Columbia                 | Mark Cavendish                   | Mark Cavendish                  | non attribuita                          | Mark Cavendish                     | Team HTC-Columbia    |
| 2ª                 | Jaŭhen Hutarovič                  | Mark Cavendish                   | Jaŭhen Hutarovič                | Mickaël Delage                          | Javier Ramírez                     | Team HTC-Columbia    |
| 3ª                 | Philippe Gilbert                  | Philippe Gilbert                 | Philippe Gilbert                | Serafín Martínez                        | Serafín Martínez                   | Team HTC-Columbia    |
| 4ª                 | Igor Antón                        | Philippe Gilbert                 | Igor Antón                      | Serafín Martínez                        | Vincenzo Nibali                    | Caisse d'Epargne     |
| 5ª                 | Tyler Farrar                      | Philippe Gilbert                 | Igor Antón                      | Serafín Martínez                        | Vincenzo Nibali                    | Caisse d'Epargne     |
| 6ª                 | Thor Hushovd                      | Philippe Gilbert                 | Philippe Gilbert                | Serafín Martínez                        | Philippe Gilbert                   | Caisse d'Epargne     |
| 7ª                 | Alessandro Petacchi               | Philippe Gilbert                 | Mark Cavendish                  | Serafín Martínez                        | Philippe Gilbert                   | Caisse d'Epargne     |
| 8ª                 | David Moncoutié                   | Igor Antón                       | Mark Cavendish                  | Serafín Martínez                        | Vincenzo Nibali                    | Caisse d'Epargne     |
| 9ª                 | David López García                | Igor Antón                       | Mark Cavendish                  | David Moncoutié                         | Vincenzo Nibali                    | Caisse d'Epargne     |
| 10ª                | Imanol Erviti                     | Joaquim Rodríguez                | Mark Cavendish                  | David Moncoutié                         | David Moncoutié                    | Caisse d'Epargne     |
| 11ª                | Igor Antón                        | Igor Antón                       | Igor Antón                      | David Moncoutié                         | Igor Antón                         | Caisse d'Epargne     |
| 12ª                | Mark Cavendish                    | Igor Antón                       | Mark Cavendish                  | David Moncoutié                         | Igor Antón                         | Caisse d'Epargne     |
| 13ª                | Mark Cavendish                    | Igor Antón                       | Mark Cavendish                  | David Moncoutié                         | Igor Antón                         | Caisse d'Epargne     |
| 14ª                | Joaquim Rodríguez                 | Vincenzo Nibali                  | Mark Cavendish                  | David Moncoutié                         | Joaquim Rodríguez                  | Caisse d'Epargne     |
| 15ª                | Carlos Barredo                    | Vincenzo Nibali                  | Mark Cavendish                  | David Moncoutié                         | Joaquim Rodríguez                  | Team Katusha         |
| 16ª                | Mikel Nieve                       | Joaquim Rodríguez                | Mark Cavendish                  | David Moncoutié                         | Joaquim Rodríguez                  | Team Katusha         |
| 17ª                | Peter Velits                      | Vincenzo Nibali                  | Mark Cavendish                  | David Moncoutié                         | Joaquim Rodríguez                  | Team Katusha         |
| 18ª                | Mark Cavendish                    | Vincenzo Nibali                  | Mark Cavendish                  | David Moncoutié                         | Joaquim Rodríguez                  | Team Katusha         |
| 19ª                | Philippe Gilbert                  | Vincenzo Nibali                  | Mark Cavendish                  | David Moncoutié                         | Joaquim Rodríguez                  | Team Katusha         |
| 20ª                | Ezequiel Mosquera Vincenzo Nibali | Vincenzo Nibali                  | Mark Cavendish                  | David Moncoutié                         | Vincenzo Nibali                    | Team Katusha         |
| 21ª                | Tyler Farrar                      | Vincenzo Nibali                  | Mark Cavendish                  | David Moncoutié                         | Vincenzo Nibali                    | Team Katusha         |
| Classifiche finali | Classifiche finali                | Vincenzo Nibali                  | Mark Cavendish                  | David Moncoutié                         | Vincenzo Nibali                    | Team Katusha         |

## Classifiche finali

### Classifica generale - Maglia rossa

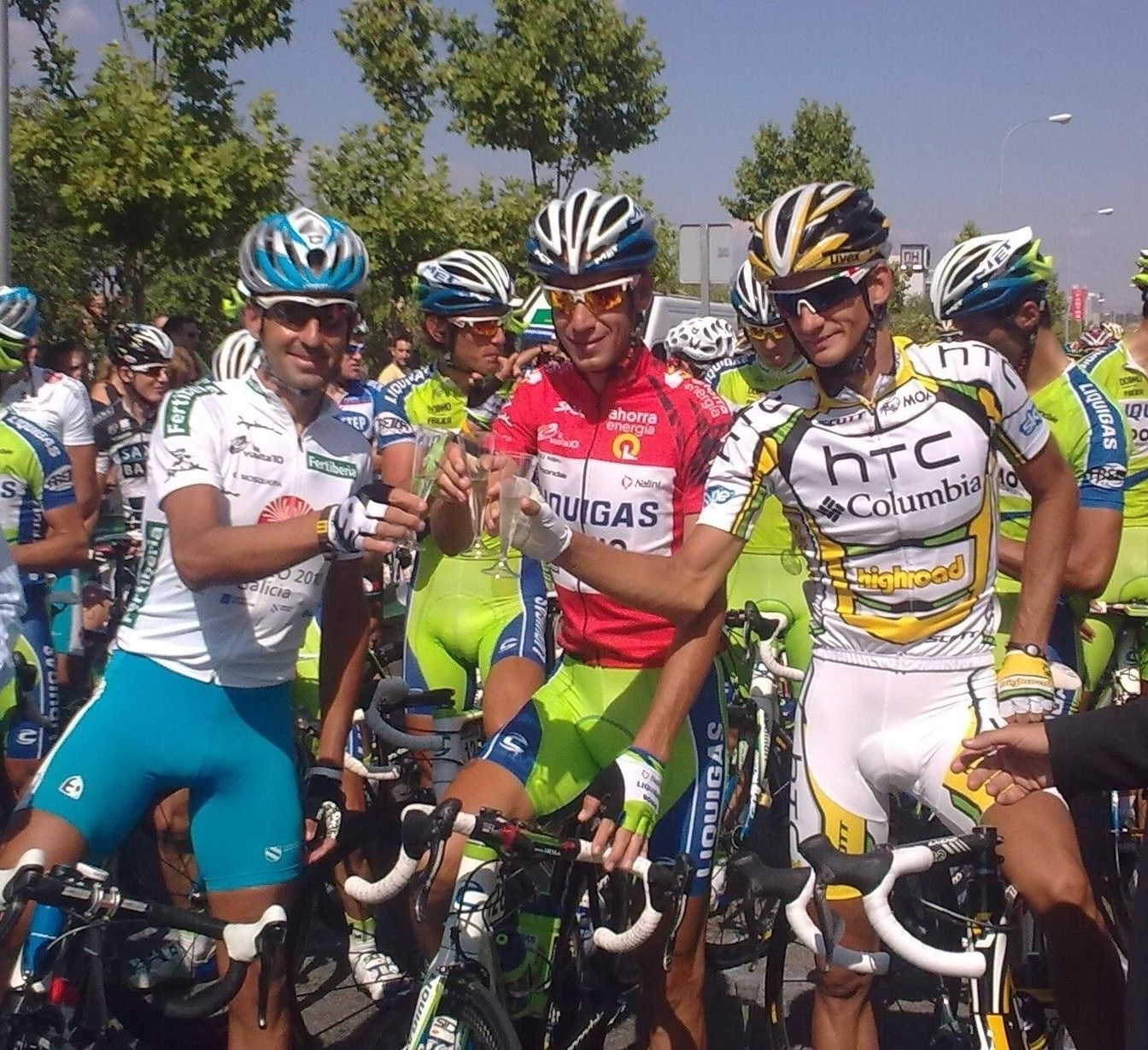
Ezequiel Mosquera (2°), Vincenzo Nibali (1°) e Peter Velits (3°) festeggiano.

| Pos. | Corridore         | Squadra        | Tempo    |
| ---- | ----------------- | -------------- | -------- |
| 1    | Vincenzo Nibali   | Liquigas-Doimo | 87h18'31 |
| SQ   | Ezequiel Mosquera | Xacobeo        | a 43"    |
| 2    | Peter Velits      | HTC-Columbia   | a 3'04"  |
| 3    | Joaquim Rodríguez | Team Katusha   | a 4'22"  |
| 4    | Fränk Schleck     | Saxo Bank      | a 4'45"  |
| 5    | Xavier Tondó      | Cervélo        | a 4'54"  |
| 6    | Nicolas Roche     | AG2R La Mond.  | a 5'05"  |
| 7    | Carlos Sastre     | Cervélo        | a 6'08"  |
| 8    | Tom Danielson     | Garmin         | a 6'18"  |
| 9    | Luis León Sánchez | C. d'Epargne   | a 7'44"  |
| SQ   | David García Dap. | Xacobeo        | a 9'39"  |
| 10   | Mikel Nieve       | Euskaltel      | a 10'58" |

### Classifica a punti - Maglia verde
| Pos. | Corridore         | Squadra        | Punti |
| ---- | ----------------- | -------------- | ----- |
| 1    | Mark Cavendish    | HTC-Columbia   | 156   |
| 2    | Tyler Farrar      | Garmin         | 149   |
| 3    | Vincenzo Nibali   | Liquigas-Doimo | 120   |
| 4    | Joaquim Rodríguez | Team Katusha   | 110   |
| 5    | Philippe Gilbert  | Omega Pharma   | 104   |

### Classifica montagna - Maglia a pois
| Pos. | Corridore         | Squadra        | Punti |
| ---- | ----------------- | -------------- | ----- |
| 1    | David Moncoutié   | Cofidis        | 51    |
| 2    | Serafín Martínez  | Xacobeo        | 43    |
| SQ   | Ezequiel Mosquera | Xacobeo        | 36    |
| 3    | Joaquim Rodríguez | Team Katusha   | 29    |
| 4    | Vincenzo Nibali   | Liquigas-Doimo | 26    |

### Classifica combinata - Maglia bianca
| Pos. | Corridore         | Squadra        | Punti |
| ---- | ----------------- | -------------- | ----- |
| 1    | Vincenzo Nibali   | Liquigas-Doimo | 9     |
| SQ   | Ezequiel Mosquera | Xacobeo        | 11    |
| 3    | Joaquim Rodríguez | Team Katusha   | 12    |
| 4    | David Moncoutié   | Cofidis        | 23    |
| 5    | Fränk Schleck     | Saxo Bank      | 25    |

### Classifica a squadre
| Pos. | Squadra          | Tempo      |
| ---- | ---------------- | ---------- |
| 1    | Team Katusha     | 261h48'04" |
| 2    | Caisse d'Epargne | a 33"      |
| 3    | Xacobeo Galicia  | a 12'33"   |
| 4    | Cervélo TestTeam | a 17'50"   |
| 5    | AG2R La Mondiale | a 35'42"   |

## Punteggi UCI
| Pos. | Corridore           | Squadra        | Punti |
| ---- | ------------------- | -------------- | ----- |
| 1    | Vincenzo Nibali     | Liquigas-Doimo | 196   |
| SQ   | Ezequiel Mosquera   | Xacobeo        | 158   |
| 2    | Joaquim Rodríguez   | Team Katusha   | 123   |
| 3    | Peter Velits        | HTC-Columbia   | 121   |
| 4    | Fränk Schleck       | Saxo Bank      | 90    |
| 5    | Mark Cavendish      | HTC-Columbia   | 76    |
| 6    | Xavier Tondó        | Cervélo        | 75    |
| 7    | Nicolas Roche       | AG2R La Mond.  | 61    |
| 8    | Tyler Farrar        | Garmin         | 55    |
| 9    | Carlos Sastre       | Cervélo        | 52    |
| 10   | Tom Danielson       | Garmin         | 44    |
| 11   | Mikel Nieve         | Euskaltel      | 42    |
| 12   | Luis León Sánchez   | C. d'Epargne   | 40    |
| 13   | David Moncoutié     | Cofidis        | 38    |
| 14   | Igor Antón          | Euskaltel      | 36    |
| 15   | Philippe Gilbert    | Omega Pharma   | 33    |
| SQ   | David García Dapena | Xacobeo        | 32    |
| 16   | Thor Hushovd        | Cervélo        | 25    |
| 17   | Vladimir Karpec     | Team Katusha   | 22    |
| 18   | Alessandro Petacchi | Lampre         | 19    |
| 19   | Jaŭhen Hutarovič    | FDJ            | 18    |
| 20   | Carlos Barredo      | Quick Step     | 16    |
| 20   | Imanol Erviti       | C. d'Epargne   | 16    |
| 20   | David López García  | C. d'Epargne   | 16    |
| 23   | Christophe Le Mével | FDJ            | 14    |
| 24   | Daniele Bennati     | Liquigas-Doimo | 12    |
| 24   | Juan José Haedo     | Saxo Bank      | 12    |
| 26   | Rubén Plaza         | C. d'Epargne   | 10    |
| 27   | Koldo Fernández     | Euskaltel      | 8     |
| 27   | Vladimir Gusev      | Team Katusha   | 8     |
| 27   | Roman Kreuziger     | Liquigas-Doimo | 8     |
| 27   | Serafín Martínez    | Xacobeo        | 8     |
| 27   | Denis Men'šov       | Rabobank       | 8     |
| 27   | Nico Sijmens        | Cofidis        | 8     |
| 27   | Romain Zingle       | Cofidis        | 8     |
| 34   | Manuel Cardoso      | Footon         | 6     |
| 34   | Allan Davis         | Astana         | 6     |
| 34   | Andrej Kašečkin     | Lampre         | 6     |
| 34   | Greg Van Avermaet   | Omega Pharma   | 6     |
| 38   | Grega Bole          | Lampre         | 5     |
| 38   | Matthew Goss        | HTC-Columbia   | 5     |
| 38   | Filippo Pozzato     | Team Katusha   | 5     |
| 41   | Jan Bakelants       | Omega Pharma   | 4     |
| 41   | Fabian Cancellara   | Saxo Bank      | 4     |
| 41   | Giampaolo Caruso    | Team Katusha   | 4     |
| 41   | Kevin De Weert      | Quick Step     | 4     |
| 41   | Gustav Larsson      | Saxo Bank      | 4     |
| 41   | Johann Tschopp      | Bouygues Tel.  | 4     |
| 41   | Martin Velits       | HTC-Columbia   | 4     |
| 41   | Wouter Weylandt     | Quick Step     | 4     |
| 49   | José Luis Arrieta   | AG2R La Mond.  | 2     |
| 49   | Marzio Bruseghin    | C. d'Epargne   | 2     |
| 49   | Mauro Finetto       | Liquigas-Doimo | 2     |
| 49   | Denis Galimzjanov   | Team Katusha   | 2     |
| 49   | Sébastien Hinault   | AG2R La Mond.  | 2     |
| 49   | Andreas Stauff      | Quick Step     | 2     |
| 55   | Pierre Cazaux       | FDJ            | 1     |
| 55   | Samuel Dumoulin     | Cofidis        | 1     |
| 55   | Blel Kadri          | AG2R La Mond.  | 1     |
| 55   | Javier Moreno       | Andalucía      | 1     |
| 55   | Rigoberto Urán      | C. d'Epargne   | 1     |

| Pos. | Squadra               | Punti |
| ---- | --------------------- | ----- |
| 1    | Liquigas-Doimo        | 218   |
| 2    | Team HTC-Columbia     | 206   |
| 3    | Xacobeo Galicia       | 198   |
| 4    | Team Katusha          | 162   |
| 5    | Cervélo TestTeam      | 152   |
| 6    | Team Saxo Bank        | 110   |
| 7    | Garmin-Transitions    | 99    |
| 8    | Euskaltel-Euskadi     | 86    |
| 9    | Caisse d'Epargne      | 84    |
| 10   | AG2R La Mondiale      | 66    |
| 11   | Cofidis               | 55    |
| 12   | FDJ                   | 43    |
| 12   | Omega Pharma-Lotto    | 43    |
| 14   | Lampre-Farnese Vini   | 30    |
| 15   | Quick Step            | 26    |
| 16   | Rabobank              | 8     |
| 17   | Astana                | 6     |
| 17   | Footon-Servetto       | 6     |
| 19   | Bbox Bouygues Telecom | 4     |
| 20   | Andalucía (ciclismo)  | 1     |

| Pos. | Squadra       | Punti |
| ---- | ------------- | ----- |
| 1    | Spagna        | 450   |
| 2    | Italia        | 236   |
| 3    | Slovacchia    | 125   |
| 4    | Stati Uniti   | 109   |
| 5    | Lussemburgo   | 90    |
| 6    | Gran Bretagna | 76    |
| 7    | Irlanda       | 61    |
| 8    | Francia       | 86    |
| 9    | Belgio        | 59    |
| 10   | Russia        | 40    |
| 11   | Norvegia      | 25    |
| 12   | Bielorussia   | 18    |
| 13   | Argentina     | 12    |
| 14   | Australia     | 11    |
| 15   | Rep. Ceca     | 8     |
| 15   | Svizzera      | 8     |
| 17   | Kazakistan    | 6     |
| 17   | Portogallo    | 6     |
| 19   | Slovenia      | 5     |
| 20   | Svezia        | 4     |
| 21   | Germania      | 2     |
| 22   | Irlanda       | 1     |